# Dicranopselaphus rufescens
Dicranopselaphus rufescens is een keversoort uit de familie keikevers (Psephenidae). De wetenschappelijke naam van de soort werd in 1861 gepubliceerd door Félix Édouard Guérin-Méneville.